# Shakarim Qudayberdiuli
Shakarim Qudayberdiuli (em cazaque:  Шәкәрім Құдайбердіұлы; 23 de julho de 1858 - 2 de outubro de 1931) foi um poeta cazaque, filósofo teólogo Hanafi Maturidi, historiador e compositor. Como crítico do socialismo, ele foi baleado sem julgamento ou investigação em 1931. As suas obras foram proibidas até à década de 1980. As circunstâncias da sua morte foram reveladas e a proibição da sua literatura levantada posteriormente. Bakhytzhan Kanapyanov traduziu as suas obras para o russo em 1989. Há uma universidade em Semey nomeada em sua honra.